# Huanansaurus
Huanansaurus – rodzaj wymarłego dinozaura, niewielkiego teropoda z grupy owiraptorozaurów i rodziny Oviraptoridae, zamieszkującego kredową Azję.
Nowe skamieniałości znaleziono na południu Chin, w prowincji Jiangxi, na terenie prefektury miejskiej Ganzhou, w okolicy stacji kolejowej Ganzhou. Znajdują się tam późnokredowe (kampan-mastrycht) skały formacji Nanxiong. Znalezione kości przypominały skamieniałości Citipati, znalezionego w Mongolii przedstawiciela dinozaurów drapieżnych z rodziny Oviraptoridae. Podobnie jak u wspomnianego celurozaura, nowy okaz cechował się opadającymi potylicą i kością kwadratową. Okno nadskroniowe, okrągłe w kształcie, ustępowało rozmiarem oknu skroniowemu dolnemu. Z kolei grzbietowy brzeg kości zębowej ponad otworem żuchwowym wykazywał silną wklęsłość. Zbadawszy kości, paleontolodzy zaliczyli je do owiraptorozaurów i owiraptorów. Czyni to ich znalezisko kolejnym przedstawicielem tej grupy z okolicy Ganzhou i już szóstym ze skał formacji Nanxiong, a czwartym z Nanxiong w Ganzhou. Owiraptorozaury stanowiły grupę kredowych maniraptorów o pokrytym piórami ciele, wyróżniające się budową czaszki i kości kulszowej, poza pierwotnymi formami bezzębne. Wcześniej w Ganzhou znaleziono czterech ich przedstawicieli: opisanego w 2010 Banji, kreowanego w 2013 po wykupie kości od handlarza Ganzhousaurus oraz opisane w tym samym roku Jiangxisaurus i Nankangia, nie wspominając już o wielu innych znaleziskach z tego rejonu, jak jaja i zarodki oraz inne dinozaury z grupy zauropodów (Gannansaurus) i teropodów (Qianzhousaurus) czy jaszczurki.
Pomimo podobieństwa do Citipati nowy okaz wykazywał jednak pewne odrębne cechy. W rezultacie okaz skatalogowany jako HGM41HIII-0443, pozostający pod opieką Muzeum Geologicznego Henan w Zhengzhou ustanowiono holotypem nowego rodzaju dinozaura. Badacze nadali mu nazwę rodzajową Huanansaurus. Odnosi się ona do miejsca wydobycia skamieniałości. Huanan bierze źródłosłów z języka chińskiego (transkrypcja hanyu pinyin), oznaczając w nim południowe Chiny. Lü et al. nie tłumaczą drugiego członu nazwy saurus, występującego w nazwach wieku innych dinozaurów, jak Ganzhousaurus. Bierze się z greckiego sauros i oznacza jaszczura. W obrębie rodzaju paleontolodzy wyróżnili pojedynczy gatunek, któremu nadali nazwę Huanansaurus ganzhouensis. Ponownie odnieśli się tutaj do miejsca znalezienia okazu typowego.
Przeprowadzona analiza filogenetyczna potwierdziła przynależność do owiptorozaurów, Oviraptoridae i podrodziny Oviraptorinae, na najbliższych krewnych Huanansaurus wskazując Citipati i nienazwany jeszcze takson z Zamyn khondt.